# Elana Meyer
Elana Meyer (Albertinia, 10 de outubro de 1966) é uma fundista sul-africana.
Conquistou a medalha de prata na prova de 10 000 metros em Barcelona 1992, tornando-se a primeira medalha olímpica da África do Sul em sua volta aos Jogos Olímpicos após o fim do regime do Apartheid.